# Абразивна промисловість
Абрази́вна промисло́вість — галузь, яка об'єднує підприємства з виробництва абразивних матеріалів: зерна і порошків, карбіду кремнію і карбіду кальцію (електрокорунд та карборунд), точильних і шліфувальних кругів, брусків, шліфувальних порошків та ін. Найбільшим підприємством абразивної промисловості в Україні є Запорізький завод абразивних виробів, Іршавський амбразиновий завод, Нововодолазький абразивний завод